# Diecezja Rotterdamu

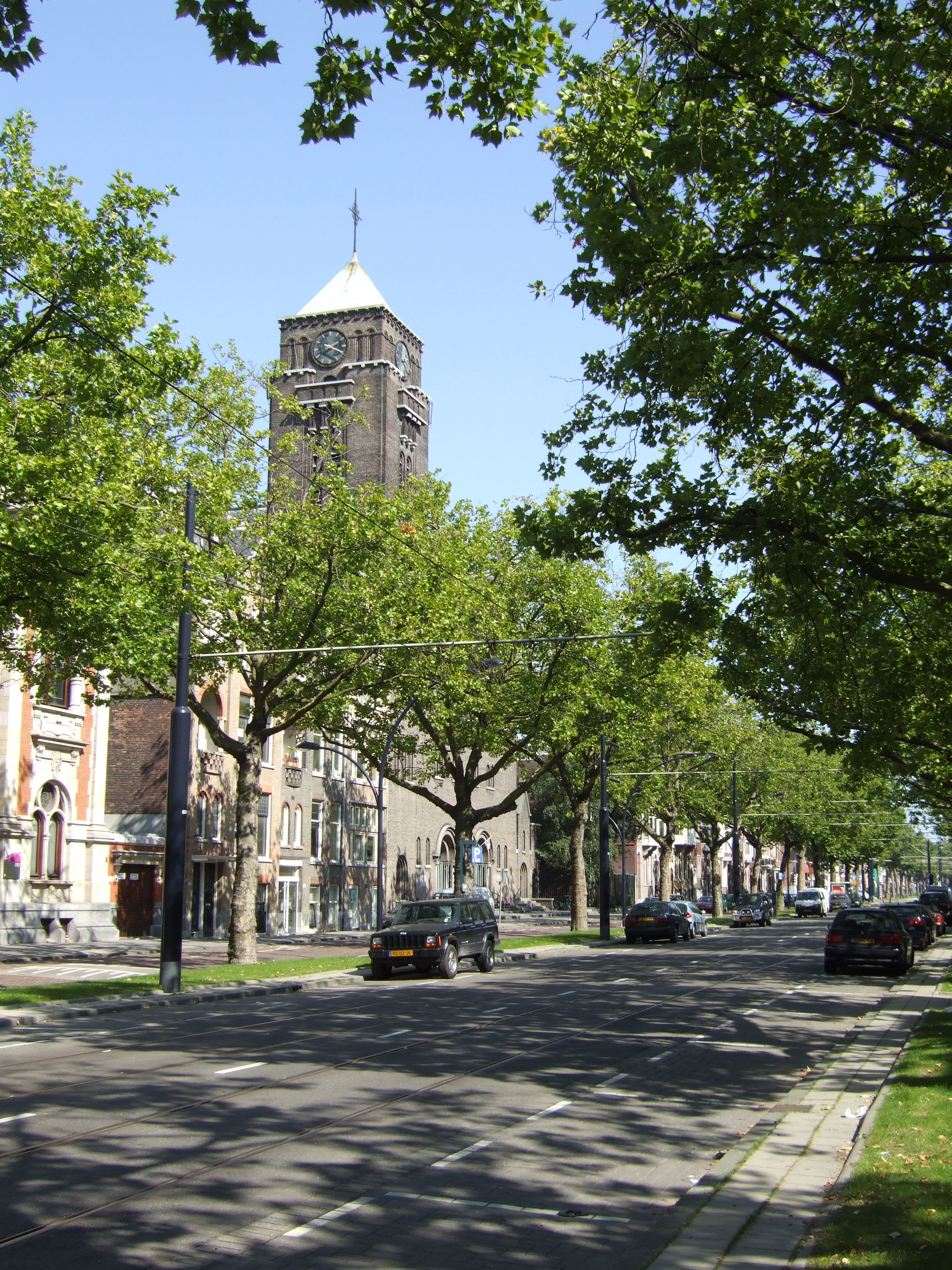
Katedra św. Wawrzyńca i św. Elżbiety w Rotterdamie

Diecezja Rotterdamu (łac.: Dioecesis Roterodamensis,, hol.: Bisdom Rotterdam) – katolicka diecezja holenderska położona w zachodniej części kraju, obejmująca swoim zasięgiem terytorium Holandii Południowej. Siedziba biskupa znajduje się w katedrze św. Wawrzyńca i św. Elżbiety w Rotterdamie.

## Historia
Diecezja rotterdamska powstała 16 lipca 1955 r. z wydzielenia części terytorium z diecezji haarlemskiej, na mocy decyzji papieża Piusa XII.

## Biskupi

### Ordynariusze
- 1956–1970: bp Martinus Jansen
- 1970–1983: bp Adrianus Simonis
- 1983–1993: bp Philippe Bär, OSB
- 1994–2011: bp Adrianus van Luyn, SDB
- 2011 - : bp Hans van den Hende

### Biskupi pomocniczy
- 1982–1983: bp Philippe Bär, biskup tytularny Leges

## Podział administracyjny
Diecezja rotterdamska składa się obecnie ze 148 parafii.

## Główne świątynie[4]
- Katedra św. Wawrzyńca i św. Elżbiety w Rotterdamie
- Bazylika św. Liduiny i Matki Bożej Różańcowej w Schiedam

## Patroni
- św. Wawrzyniec (III w.) - diakon, męczennik
- św. Elżbieta (I w.) - matka św. Jana Chrzciciela